# Література епохи Відродження
Ренесанс
Літерату́ра Відро́дження (література Ренесансу) — період в історії світової літератури, що охоплює 14-16 століття в Італії та кінець 15 — початок 16 століття в інших країнах Європи. Риси Відродження частково присутні і в літературах Сходу. Кінцем доби можна вважати 1616 рік — дату смерті Шекспіра і Сервантеса.
Першим назву «Відродження» або, французькою мовою, «Ренесанс» застосував у 16 столітті італійський історик мистецтва Джорджо Вазарі. Він прагнув підкреслити факт повернення образотворчого мистецтва тієї доби до античних взірців. Поступово назву «Відродження» поширили на всю культурно-історичну добу та її мистецтво.

### Зародження доби Відродження
Своїм корінням культура Відродження пов'язана з розвитком світських тенденцій в культурі феодального суспільства. Ці тенденції виникли ще в 11-12 столітті. Саме тоді в результаті процесу розумової диференціації світська культура почала відокремлюватися від церковної культури. І хоча ця «світська культура» не була ні поза релігійною, ні антирелігійною, сам факт її виникнення свідчив про внутрішню суперечливість середньовічного світоспоглядання, яке могло поринати як в «небесні висі», так і в «земний світ». При цьому світська культура Середньовіччя мала відносно автономний характер, бо не підпорядковувалася безпосередньо ні інтересам церкви, ні запитам богослов'я. Середньовічна світська культура займалася земними справами та турботами людини, що і призвело врешті-решт до розвитку моральної філософії, юриспруденції, медицини, математики, географії, історіографії, риторики. До виникнення поезії вагантів, куртуазної лірики, лицарського роману.
Відродження ламає звичні межі не тільки в розумінні людини, а й в астрономічних і географічних уявленнях, в науці та в технологіях світу (як суто промислових, так і культурних). Створюється геліоцентрична картина світу, робляться великі географічні відкриття, розквітають фізичні теорії, анатомія, медицина, спостерігається стрімкий ріст міст, розвиток ремесел. Людство вступало в нову фазу суспільного розвитку, відбувався перехід до індустріальної цивілізації. З'явилися перші мануфактури, водяні млини, банки, гільдії купців та ремісників. Розвивалася міська культура. Але чи не найбільше Ренесанс виявив себе в образотворчому мистецтві, архітектурі, літературі. Річ у тому, що саме тут, зокрема, у живописі, була репрезентована єдність людини і природи як принцип культурного буття.
Ідентифікувати Відродження як самостійну історико-культурну добу дозволяють:
- Власне світоглядне обличчя доби. Культура Відродження суттєво змінила акценти в середньовічній «картині світу», розгорнула у своїй драматичній еволюції (від самоствердження до заперечення) відмінні від власне середньовічної шкали цінностей свою естетику, свою жанрову структуру.
- Принципово інший соціокультурний ритм. За доби Відродження відбулася різка інтенсифікація культурного і соціально-політичного життя суспільства у всіх його основних напрямах. Соціокультурна сфера розшаровується, насичується суперечливими, різноспрямованими тенденціями, стає різноплановою і загалом виявляється результатом складної взаємодії середньовічних, гуманістичних і позагуманістичних явищ. Новий вектор розвитку, пов'язаний з переорієнтацією свідомості з сакрального на земне, з небесного на людське, з потойбічної вертикалі на поцейбічну горизонталь, ніби роздвоює основні соціокультурні та суспільно-історичні явища доби Ренесансу.
- Зрушення в сфері художньо-естетичної свідомості. Спочатку вони втілюються у вигляді певних стилів (класичний ренесансний стиль, маньєризм) і за часів пізнього Відродження започатковують певні початки Бароко і Класицизму, які виникнуть і розгортатимуться в наступну культурну епоху.

4) Наявна відмінність Відродження від попередньої культурної доби Середньовіччя і наступної культурної епохи 17-18 століть. На відміну від традиційної середньовічної культури, ренесансна культура функціонувала у незрівнянно локальні часові відрізки, не мала таких інституцій, щоб виступати механізмом регулювання основ сучасного собі суспільного життя. Тобто, культура Ренесансу не призвела до ренесансного типу державності.
Нове розуміння людини як творця проявилося у ставленні до митців: на відміну від Середньовіччя, доба Відродження зберегла майже всі імена архітекторів, художників, скульпторів, ювелірів. Процес визволення митців від цехової залежності завершився створенням академій.

## Ідейні основи літератури Відродження

### Гуманізм
Центрами ренесансної культури були молоді міста, де зароджувалися і розвивались якісно нові економічні відносини — буржуазні. Їх стимулювали хрестові походи, які тривали протягом двохсот років і потребували економічного забезпечення у надзвичайних масштабах. У містах утворився новий соціальний стан — бюргерство. Стала утверджуватися нова психологія життя, в основі якої лежала цінність земного буття, земного успіху і слави. Ця нова життєва психологія у своїх головних рисах збігалася з античною і суттєво відрізнялась від середньовічної, в основі якої був страх перед грішним земним життям.
У добу Відродження сформувалось нове розуміння людини та сенсу життя, суспільства і краси — гуманізм. Гуманісти почали розглядати світ, людину в ньому, красу не з теоцентричної, а з антропоцентричної точки зору. У середовищі гуманістів в Італії зародилась інтелігенція.

### Повернення до античності
Відродження позначене захопленням літературою і культурою античності, що зумовлено схожими світоглядними основами цих епох. Першими популяризаторами усього римського, а потім і грецького стали в Італії Франческо Петрарка та Джованні Боккаччо. Вивчення античності й гуманістичний рух у цілому досягли свого піку у 15 столітті, коли в Італію стали переселятись із захопленої турками Візантії (1453) вчені. Вони принесли з собою знання грецької філософії (Платон), і літератури (Гомер). Серед гуманістів поруч з латинською мовою набула поширення грецька.
Характерно, що в часи Ренесансу народжується жанр апофегма — коротке оповідання про репліку чи витівку мудреця, найпопулярнішими персонажами яких були саме античні мудреці.

### Християнство
Відродження не можна розглядати як механічну реставрацію античності і повну зневагу до духовного досвіду середніх віків. Треба говорити про історичний синтез античності і середньовіччя, який виразився у поєднанні античного життєлюбства з євангельською етикою духовно змістовного життя. Тому важко провести різку межу між кінцем середніх віків і початком Відродження. Найяскравіше цей синтез проявився у явищі християнського гуманізму, принципи якого сформулював нідерландський вчений Еразм Роттердамський (1466–1536). Він обстоював думку, що щастя людини у земному житті є одним з положень християнської етики. З точки зору християнської доктрини це було на межі єресі.
Синтез античного життєлюбства та середньовічної духовності полягав у відкритті позастанової цінності людини. Почали вважати, що людина має свою вищу духовну природу, яка є її особистим надбанням, незалежно від її місця у суспільній ієрархії. Особливо це помітно у пізній період, у Шекспіра і Сервантеса, де обстоювання героєм своєї внутрішньої автономії усупереч офіційному статусу призводить до гострих колізій.

### Протестантизм
Стихійний сенсуалізм, сексуальна емансипація у розпусних формах, політична сваволя і правова анархія, персональний ризик як моральний принцип мали рано чи пізно призвести до реакції. Вона з'явилась у вигляді протестантського руху, щоправда, не в Італії, а в інших країнах. В Німеччині розпуста римського духівництва, непомірні витрати грошей німецьких віруючих на монументальне будівництво, наприклад, собору св. Петра, викликали бурхливий протест і призвели до утворення лютеранства на початку 16 століття. У Франції і Швейцарії тоді ж поширився кальвінізм. Протестанти відмовились від духівництва у релігійному житті і заперечували його виняткове право тлумачити Біблію та її цінності. Прагнучи повернути народ до колишньої чистоти віри і святості, вони переклали Біблію національними мовами. Проте для мистецтва окремих країн протестантський рух виявився майже безплідним. Переслідувались театр і народне мистецтво.

## Естетика і поетика літератури Відродження

### Жанр утопії
Поява жанру утопії пов'язана з вищезгаданою орієнтацією на античність, зокрема у політичному житті. Суттєвою ознакою Відродження було апробування в політичному і соціальному житті античних державотворчих моделей.
Утопія виникла за зразком «Держави» Платона і «Політії» Арістотеля. Автором першої утопії був англієць Томас Мор (1516). В Італії цей жанр представлений твором Томмазо Кампанелли «Місто Сонця» (1602, надруковано 1623). Не в усіх регіонах Європи, а тим більше світу, поширювались античні політологічні моделі. У більшості слов'янських країн інтерес до античності обмежувався лише естетичною сферою.
Факт появи утопії свідчить про певні зміни в парадигмі історичного часу порівняно з середньовічним християнством. «Золотий вік», перенесений з ідеальної сфери у сферу земну, втрачає в утопії суто християнський смисл і зображається в поняттях і реаліях земного життя. Це — ідеальна організація земного суспільства. Разом з тим «небесна» утопія, ставши земною, втрачає для віруючої людини свою ціннісну орієнтацію, в основі якої — подвиг віри, вільний моральний вибір, ідея доступності вічного щастя, а отже, й надія, віра і гармонія душі. Утопія орієнтує на виключно земні прагнення, земну активність.

### Стихійний сенсуалізм
У повсякденному житті та значною мірою у мистецтві, внаслідок емансипації від середньовічного аскетизму, поширювались тенденції стихійного сенсуалізму, який виражався у жадобі чуттєвих насолод і в їхній поетизації у мистецтві. Це прагнення до насолод нерідко межувало зі злочинністю та розпустою, і цим нагадувало часи пізньої Римської імперії. Відомо, що цим потягом до суттєвої емансипації у період Відродження були захоплені навіть папи римські і духівництво в Італії. Джованні Боккаччо засудив розпусту духівництва у своєму «Декамероні» з позицій святості раннього християнства. Аморалізм і чуттєву емансипованість піддав критиці також і Франсуа Рабле у книзі «Гаргантюа і Пантагрюель», проте, зрештою, і сам не спромігся уникнути стихійного сенсуалізму, вдаючись до надмірно відвертих, фізіологічно-еротичних образів.

### Розквіт мистецтва
На відміну від протестантства, католицизм усіляко заохочував мистецтво. У добу Відродження почав складатися не знаний у середні віки культ мистецтва, взагалі інтелектуального життя, вільного заняття мистецтвами і науками про земне. Автор виступав уже не як представник певного поетичного цеху чи мистецької корпорації. Він намагався втілити у творі власну духовну неповторність, мистецьку індивідуальність. У мистецтві цінувалось авторське начало і новаторство.
Винайдення у 1455 році книгодрукування, що приписують німцю Йоганну Гутенбергу, сприяло поширенню літератури і науки світського змісту. У Європі зароджується книжна культура і традиції індивідуального читання.

### Трагізм
Доба Відродження — одна з найтрагічніших епох у житті європейської цивілізації. Вона була часом не тільки моральної розпусти, а й правової сваволі і анархії. Суспільне і приватне життя було сповнене трагізму, що впливало і на художню творчість. У середні віки герой добровільною смертю лише доводив вірність своєму васальному обов'язку, через що жанр трагедії тоді був неможливий. У добу Відродження персонаж обстоював через свою смерть власну духовну самодостатність. Смерть була мірилом внутрішньої самобутності індивіда. Такий пафос смерті в драмах Шекспіра.

### Універсальність
Вказані риси світовідчуття і художнього стилю мали у добу Відродження не вузько-філософський, соціально-кастовий чи поетично-цеховий, а універсальний характер, що робило літературу доби Відродження доступною для сприйняття практично усіма соціальними станами. Творчість Шекспіра показує, як в межах однієї п'єси поет мав можливість задовольнити смаки найрізноманітнішої публіки.

## Періоди літератури Відродження
Починаючи з доби Відродження можна говорити про формування у Європі національних літератур, тому літературознавство, як правило, розглядає літературу цього періоду відповідно. Цьому сприяє й нерівномірний розвиток національних літератур, різні часові рамки доби Відродження у них. Загалом розрізняють три періоди:
- Раннє Відродження (14 століття);
- Високе Відродження (15—16 століття);
- Пізнє Відродження (кінець 16 — початок 17 століття).

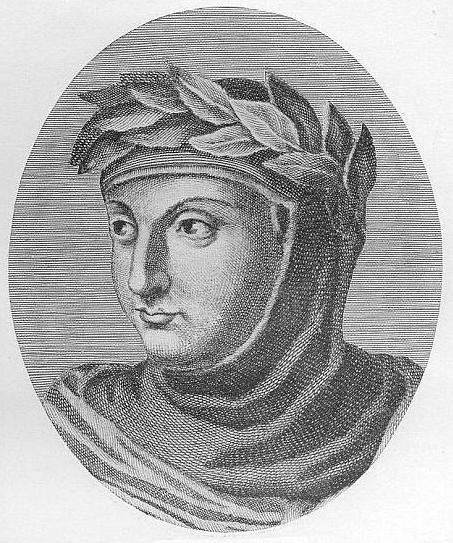
Джованні Боккаччо

Італійське Відродження стоїть дещо окремо через свої своєрідні часові рамки. В італійському Відродженні виділяють три періоди:
- «Треченто» (14 століття), ранній період, традиційно його представниками вважаються Данте, Боккаччо (хоч сучасними літературознавцями їхня належність до літератури Відродження ставиться під сумнів) і Петрарка, а також новеліст Франко Саккеті (1335–1396).
- «Кватроченто» (15 століття), зрілий період, це був час захоплення всім античним після переселення до Італії візантійських вчених, вік гуманістів; певною мірою були навіть забуті літературні здобутки раннього Відродження, падала популярність італійської мови на користь латинської; найпомітніші постаті: Луїджі Пульчі (1432–1482), Маттео Баярдо (1441–1494), Анджело Поліціано (1454–1494).
- «Чінквеченто» (16 століття), пізній період, що переходить у бароко; найяскравіші представники: поети Лодовіко Аріосто (1474–1533), Мікеланджело Буонарроті (1475–1564), історик і драматург Нікколо Макіавеллі (1469–1527), останній ренесансний і перший бароковий поет Торквато Тассо (1544–1595), гуманіст-утопіст Томмазо Кампанелла (1568–1639).

Ще на підступах до Ренесансу був написаний один з найвеличніших творів світової культури — «Божественна комедія». Її автор — Данте Алігьєрі. Він — останній поет середньовіччя і перший поет нового часу. За власним визнанням Данте, поштовхом до пробудження у ньому поета була трепетна і благородна любов до дочки батькового друга — юної і прекрасної Беатріче, яку він прославляє в своїй творчості. «Божественна комедія» написана в останній період його життя. Поет назвав свій твір «Комедію», згідно з нормами середньовічної поетики: до цього жанру зараховувались твори із сумним початком і щасливим кінцем. Джованні Бокаччо, назвав її «божественною», після чого цей епітет додавався уже постійно. В цьому творі Данте змалював суспільство того часу з усіма його вадами та людськими гріхами, показав своє уявне блукання в потойбічному світі. Данте був видатним мислителем, який заклав у своїх творах засади нового гуманістичного вчення про людину, проголосивши ідею про безмежні можливості особи.
Поряд з Данте називають ім'я іншого великого італійського поета — Франческо Петрарки. Данте передбачив деякі ідеї епохи Відродження, але першим гуманістом Італії був Ф.Петрарка. Він вважається засновником класичної філології в Європі, фундатором європейської лірики. Петрарка займався, поетичною творчістю, написав багато поезій італійською мовою та ряд творів на латині. «Канценьєра» (Книга пісень) — збірка віршів італійською мовою, справа всього творчого життя поета. Головна тема «Канценьєра» — кохання поета до Лаури (це почуття поет проніс через усе життя). Їй і присвячена більшість віршів. При їх написанні Петрарка використав досвід любовної лірики своїх попередників.
Джованні Боккаччо — італійський письменник гуманіст, вчений-філолог. Він розвивався під подвійним впливом; Данте (в галузі поезії) і Петрарки (в галузі науки). Найвизначніший твір Боккаччо «Декамерон». Цим твором автор заклав основи європейської новели і надовго визначив розвиток цього жанру. Особливість «Декамерона» — його енциклопедичність. У творі, де вміщено 100 новел, об'єднаних вступом, широко змальовуються повсякденне життя з усією різноманітністю подій і людських вчинків, багатством людських типів.

### Французьке Відродження
Ренесанс у Франції — час нечуваного розквіту поезії, музики, образотворчих мистецтв і театру. Французькі митці одержали естетичні цінності Відродження з рук італійців й у всьому наслідували їх.
Великий внесок в розвиток європейської літератури епохи Відродження зробили французькі поети: П'єр Ронсар, Луїза Лабе (та Ліонська школа), Клеман Маро, Марціал Овернський.
У першій половині 16 століття провідними стають творчість прозаїка Франсуа Рабле («Гаргантюа і Пантагрюель») і багатогранна діяльність групи поетів і драматургів «Плеяда». У Ліоні діє так звана Ліонська школа.
У другій половині 16 століття як прозаїк уславився Мішель Монтень (1533–1594), автор «Проб» («Les Essais») — трактатів, у яких він прагнув наслідувати моралістичну філософію Плутарха. Трагічну добу релігійних війн відобразив у своїх поезіях гугенот Теодор Агріппа д'Обіньє (1550–1630).
Розвиток французької гуманістичної літератури пов'язаний із гуртком Маргарити Наваррської, яка була сестрою короля Франциска І. Вона відзначалася всебічною освіченістю. При її дворі перебували вчені-гуманісти, художники, письменники. Тут вони знаходили матеріальну підтримку, а найважливіше — необхідну для творчості духовну й інтелектуальну атмосферу. Маргарита Наваррська була талановитою письменницею. Вона писала вірші, поеми, але найкращим її твором є прозова збірка новел «Гептамерон». Цей твір створений під значним впливом «Декамерона» Боккаччо.
Найвидатнішим французьким письменником епохи Відродження, чия творчість набула світового значення, був Франсуа Рабле. Світову літературну славу він здобув своїм романом «Гаргантюа і Пантагрюель». Форма твору — казка-сатира, запозичена письменником із народної літератури. У творі не має трагічного сприйняття світу. Всі турботи, тривоги, лихо і злигодні переключаються у план комічного, потішного. Рабле великий майстер мистецтва комічного. Він відіграв велику роль у розвитку французької та світової сатиричної літератури.

### Німецьке та Нідерландське Відродження
Відродження у Німеччині та Нідерландах припадає на кінець XV — початок XVI століття. Найвищі досягнення Відродження у цих країнах належать образотворчому мистецтву (Альбрехт Дюрер, Ганс Гольбейн-Молодший, Лукас Кранах Старший та інші). Література не подарувала творів, які можна було б поставити врівень з творами італійців, Шекспіра чи Сервантеса. Окрім вже згадуваного ідеолога християнського гуманізму Еразма Ротердамського, ці літератури представлені іменами Себастіана Бранта, анонімними «Листами темних людей» (1515), Ульріхом фон Гуттеном (1488—1523) та «народними книжками» («Reynke de vos», 1498; «Фортунат», 1509; «Тіль Уленшпігель», 1515; «Історія про доктора Йоганна Фауста, знаменитого чарівника і чорнокнижника», 1587).

### Англійське Відродження
Час англійського Відродження — 16 та початок 17 століття. Виділяють такі періоди:
- Передвідродження (з кінця 14 століття) — Джефрі Чосер (1340–1400), головний твір якого — збірка з 24 віршованих «Кентерберійських оповідань», написаних у дусі «Декамерона» Боккаччо.
- Раннє Відродження (перша половина 16 століття) — Томас Мор (1478–1535), знаменитий своєю «Утопією» (1516).
- Середнє Відродження (друга половина 16 століття) — Філіп Сідні, Едмунд Спенсер («Королева фей»), Джон Лілі, Крістофер Марло.
- Пізнє Відродження (на межі 16-17 століття) представлене іменем Вільяма Шекспіра (1564–1616), одного з найвидатніших письменників доби Відродження, автора сонетів, трагедій «Ромео і Джульєта», «Макбет», «Отелло», «Гамлет», «Король Лір», комедій «Приборкання норовливої», «Сон літньої ночі», «Багато галасу з нічого», історичних хронік, драм.

Найвищим досягненням англійської й усієї європейської літератури доби Відродження була творчість В.Шекспіра.
Його літературна спадщина становить тридцять сім п'єс, дві поеми і сто п'ятдесят чотири сонети. З його іменем пов'язаний розвиток англійського театру, який у другій половині XVI ст. здобув велику популярність. Твори В.Шекспіра, зокрема «Приборкання непокірної», «Сон літньої ночі», «Ромео і Джульєтта», «Багато галасу даремно» пройняті утвердженням краси земного життя, благородства почуттів, кохання і дружби, осудження зла і корисливості. Знаходячись під впливом часу, він створив вражаючу картину загибелі могутнього титана Відродження. Глибоко відчуваючи ці процеси, Шекспір підбирає такі літературні образи, які демонструють цю трагедію Відродження («Гамлет», «Отелло», «Макбет», «Король Лір»).
Питання про авторство Шекспіра залишається до сьогодні дискусійним, існує думка, що його ім'ям просто користувались для підпису своїх творів інші письменники (або інший письменник). Називають імена Крістофера Марло та Френсіса Бекона.

### Іспанське і Португальське Відродження

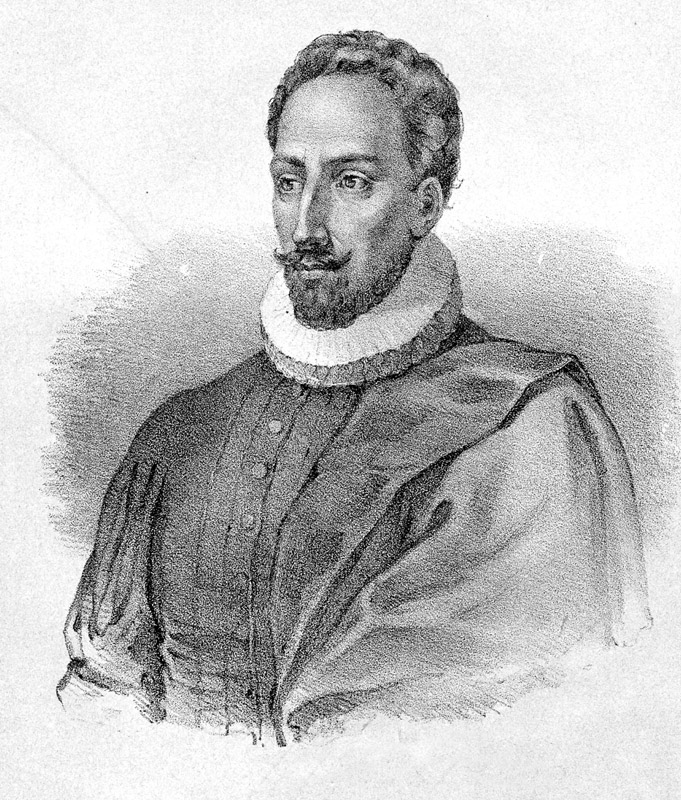
Мігель де Сервантес Сааведра

Відродження у цих країнах припадає на 16 — початок 17 століття. Основні напрями і жанри іспанської літератури були такі:
- ренесансна лірика, яка розвивалась під сильним впливом арабських традицій (андалузька поезія);
- лицарський роман у прозі — дуже популярним був «Амадіс Гальський» (1508) Гарсіа Родрігеса де Монтальво;
- шахрайський роман;
- в окремий напрям виділяють творчість драматурга Лопе де Вега (1562–1635), автора п'єс «Собака на сіні», «Учитель танців», «Зірка Севільї», «Фуенте Овехуна» та багатьох інших;
- творчість Сервантеса (1547–1616), автора роману «Дон Кіхот» (1605, 1615), теж складає окремий напрям.

У тісному зв'язку з іспанською розвивалась література Португалії, класиком якої вважають Луїса де Камоенса (1525–1580), автора «Луїзіади» (1572).
Видатний іспанський письменник Мігель Сервантес є основоположником реалістичних традицій в національній літературі. Його твір «Дон-Кіхот» належить до числа шедеврів літератури епохи Відродження. За свідченням Сервантеса книга була задумана ним для вирішення досить скромного і водночас надзвичайно актуального для тодішньої Іспанії завдання — пародіювання лицарських романів, поголовне захоплення якими набуло тоді всезагального характеру. Суть образу головного героя роману — в трагічному протиріччі самосвідомості Дон-Кіхота і його життєвих можливостей. Дон-Кіхот — символ загибелі епохи Відродження, загибелі великої, титанічної особистості.

## Значення епохи Відродження
Культура епохи Відродження містить величезні духовні цінності. Саме в цей час були закладені глибокі підвалини духовності суспільства. Ця культура збагачує нас загальнолюдськими, гуманістичними цінностями, розумінням того, що істинно творчий початок буття — людина. Ренесанс вселяє в нас віру в безмежні можливості людини, в її вдосконалення. Як ніяка інша епоха, культура Відродження щедро породила плеяду геніальних митців, створила вищі духовні цінності — «те, що не вмирає». Тенденції культурного розвитку, започатковані епохою Ренесансу знайшли своє продовження в культурах інших епох. Відродження — це унікальний період в історії культури, котрий репрезентує одночасно і епоху, і тип культури, і культурне явище.